# محمد كمال حسن
محمد كمال حسن هو عالم مسلم وأكاديمي ماليزي، ولد في 1942 في فاسير مس في ماليزيا.